# يو إف سي ليلة القتال: هيرنانديز ضد بيريرا
يو إف سي ليلة القتال: هيرنانديز ضد بيريرا (بالإنجليزية: UFC Fight Night: Hernandez vs. Pereira)‏ هو حدث لفنون القتال المختلطة ستُنظمته يو إف سي، وسيُقام في 19 أكتوبر 2024، على يو إف سي أبيكس في إنتربرايز، نيفادا، وهي جزء من منطقة لاس فيغاس الحضرية، الولايات المتحدة.